# Ignaz Franz Platzer

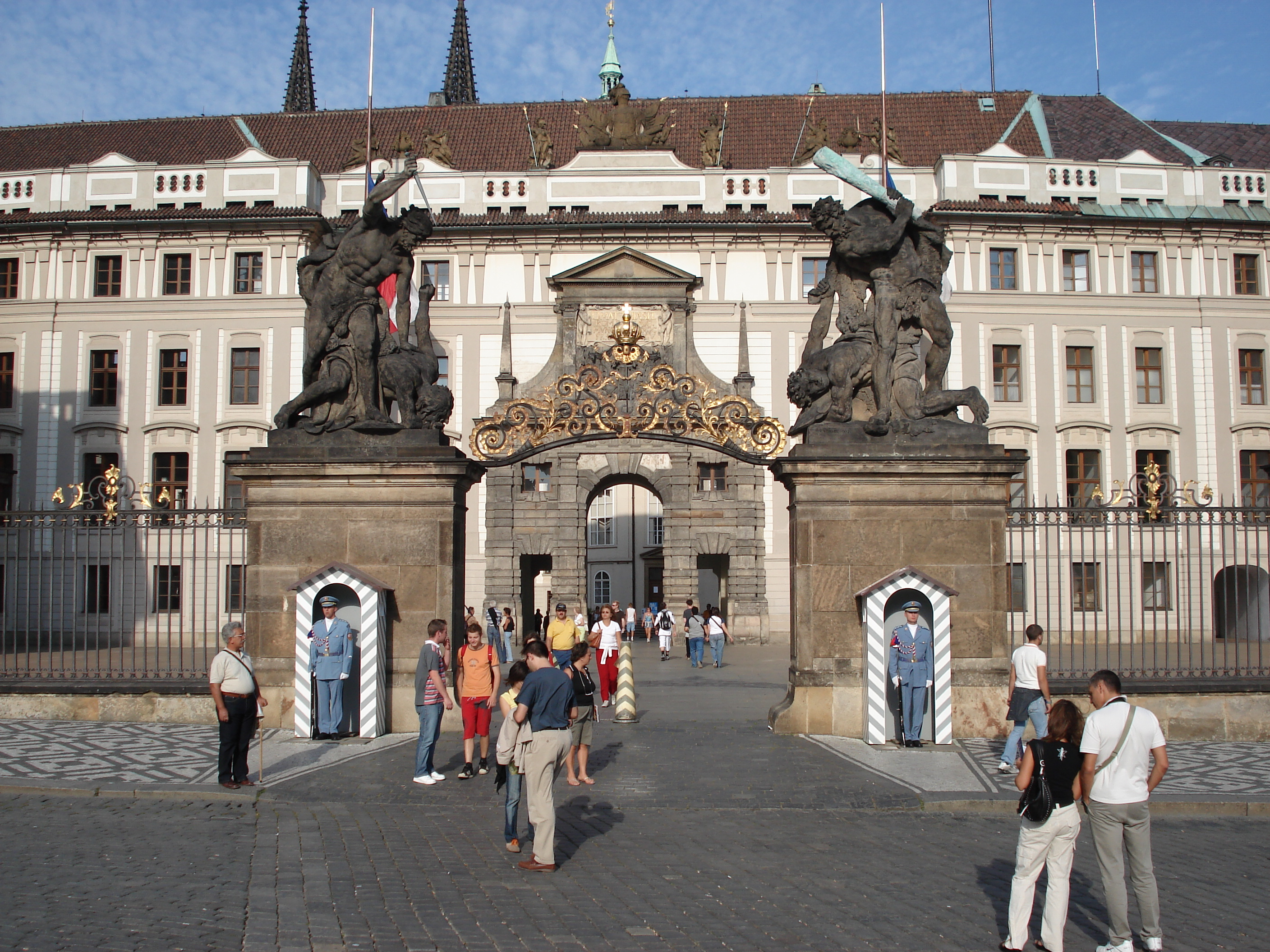
Géants en lutte, sculptures du portail de la cour d'honneur du Château de Prague.

Ignaz Franz Platzer (en langue tchèque:Ignác František Platzer) (1717 - 1787) est un sculpteur baroque allemand du royaume de Bohême.

## Biographie
Issu de la Bohême de l'ouest, il étudie à Vienne et crée son atelier à Prague d’où il exprime une synthèse entre le baroque tardif (dit radical) de Bohême et le classicisme viennois.
Il se rend célèbre en créant des groupes de statues pour des commandes religieuses (églises ou couvents) ou profanes (palais et châteaux de la noblesse de Bohême), citons :
- sculpture de la chapelle du château de Hořín
- sculpture du maître-autel de l'église de l'Assomption de la Vierge du monastère des Prémontrés de Teplá
- sculpture pour l'église Saint-Nicolas de Malá Strana,
- sculpture pour l'église Saint-Nicolas de la Vieille-Ville à Prague
- sculpture pour l'abbatiale des Prémontrés de Strahov
- sculpture pour les jardins du château de Dobříš
- sculpture de l'église de la Trinité à Smečno et de la colonne trinitaire devant l'église
- sculpture du cénotaphe de saint Jean Népomucène en la Cathédrale Saint-Guy de Prague
- sculpture accompagnant la reconstruction entreprise par Nicolò Pacassi au Château de Prague
- sculpture du palais Sylva-Taroucca dans la Nouvelle-Ville de Prague
- sculpture du palais Goltz-Kinských dans la Vieille-Ville de Prague
- sculpture du palais Černín à Hradčany
- sculpture de la façade et décoration du palais archiépiscopal à Hradčany
- sculpture du palais Kounický à Malá Strana
- sculpture de la terrasse du château de Bečváry
- sculpture des jardins du château de Žehušice
- Sculpture dans le Pachtuv Palace (reconverti en hôtel aujourd'hui, le Smetana Hotel) à Prague.